# Rollepas
De Rollepas (Italiaans: Passo di Rolle) vormt in Italië de verbinding tussen Predazzo in het Valle di Fiemme en San Martino in Castrozza in het Valle del Cismon. De weg leidt voor een groot gedeelte door het natuurpark Parco Naturale Paneveggio & Pale di San Martino. Het traject wordt ook gedurende de winterperiode berijdbaar gehouden. 
De Oostenrijkers legden de route aan tussen 1863 en 1874 om het toerisme in de streek te bevorderen. In 1875 werd er een koetsdienst over de pas in bedrijf gesteld. Gedurende de Eerste Wereldoorlog is op de pas zwaar gevochten door de Italiaanse en Oostenrijkse legers. In het gebergte rond de Rollepas zijn nog veel overblijfselen van deze gebeurtenis te vinden.
In het westen begint de route naar de Rollepas in Predazzo. Vanuit deze plaats gaat een goede weg door het zeer dunbevolkte Valle Travignolo naar het langgerekte stuwmeer Lago di Forte Buso. De Stradivarius-violen werden van hout gemaakt dat in dit dal gekapt was. Na Paneveggio takt naar links de weg naar de Valles af. Na 6,5 kilometer wordt de Rollepas bereikt. In de omgeving van de pashoogte staan een aantal hotels en een kleine kapel. 's Winters doet de Rollepas dienst als skigebied. De pashoogte wordt gedomineerd door de sierlijke 3185 meter hoge Cimon della Pala. Het is mogelijk om met de auto dichter bij het gebergte te komen, door de weg in te slaan naar de berghut Baita Segantini (2170 m). Deze afslag is te vinden in de nabijheid van het hoogste punt van de Rollepas. Het gaat echter om een moeilijk berijdbare steenslagweg die niet altijd vrijgegeven is voor verkeer.
De afdaling gaat met vele haarspeldbochten omlaag door het dal van de rivier de Cismon. Tien kilometer na de pas ligt het dorp San Martino di Castrozza. Van hier gaat een bergbaan omhoog naar de Col Verde in het Palagebergte. In het westen ligt bergketen van de Lagorai dat tot de rustigste en minst aangetaste delen van de Alpen behoort. Na San Martino daalt de weg verder af naar Fiera di Pimiero en Imer vanwaar Belluno, Feltre en Trente bereikbaar zijn.

## Wielrennen
De Rollepas is zevenmaal onderdeel geweest van de Ronde van Italië en éénmaal in de Ronde van de Alpen, toen Miguel Ángel López als eerste boven was tijdens de tweede etappe.
| Jaar | Rit | Datum  | Etappe                                | km  | Eerste boven      | Winnaar etappe      |
| ---- | --- | ------ | ------------------------------------- | --- | ----------------- | ------------------- |
| 1956 | 18  | 8 juni | Merano > Monte Bondone                | 242 | Charly Gaul       | Charly Gaul         |
| 1974 | 21  | 7 juni | Misurina > Bassano del Grappa         | 194 | Santiago Lazcano  | Eddy Merckx         |
| 2001 | 13  | 1 juni | Montebelluna > Passo Pordoi           | 225 | Freddy González   | Julio Alberto Pérez |
| 2003 | 14  | 24 mei | Marostica > Alpe di Pampeago          | 162 | Freddy González   | Gilberto Simoni     |
| 2009 | 5   | 13 mei | San Martino di Castrozza > Seiser Alm | 125 | Carlos José Ochoa | Denis Mensjov       |
| 2019 | 20  | 1 juni | Feltre > Croce d'Aune                 | 193 | Giulio Ciccone    | Pello Bilbao        |
| 2024 | 17  | 22 mei | Selva di Val Gardena > Passo Brocon   | 159 | Giulio Pellizzari | Georg Steinhauser   |